# Rumieniak pępówkowaty

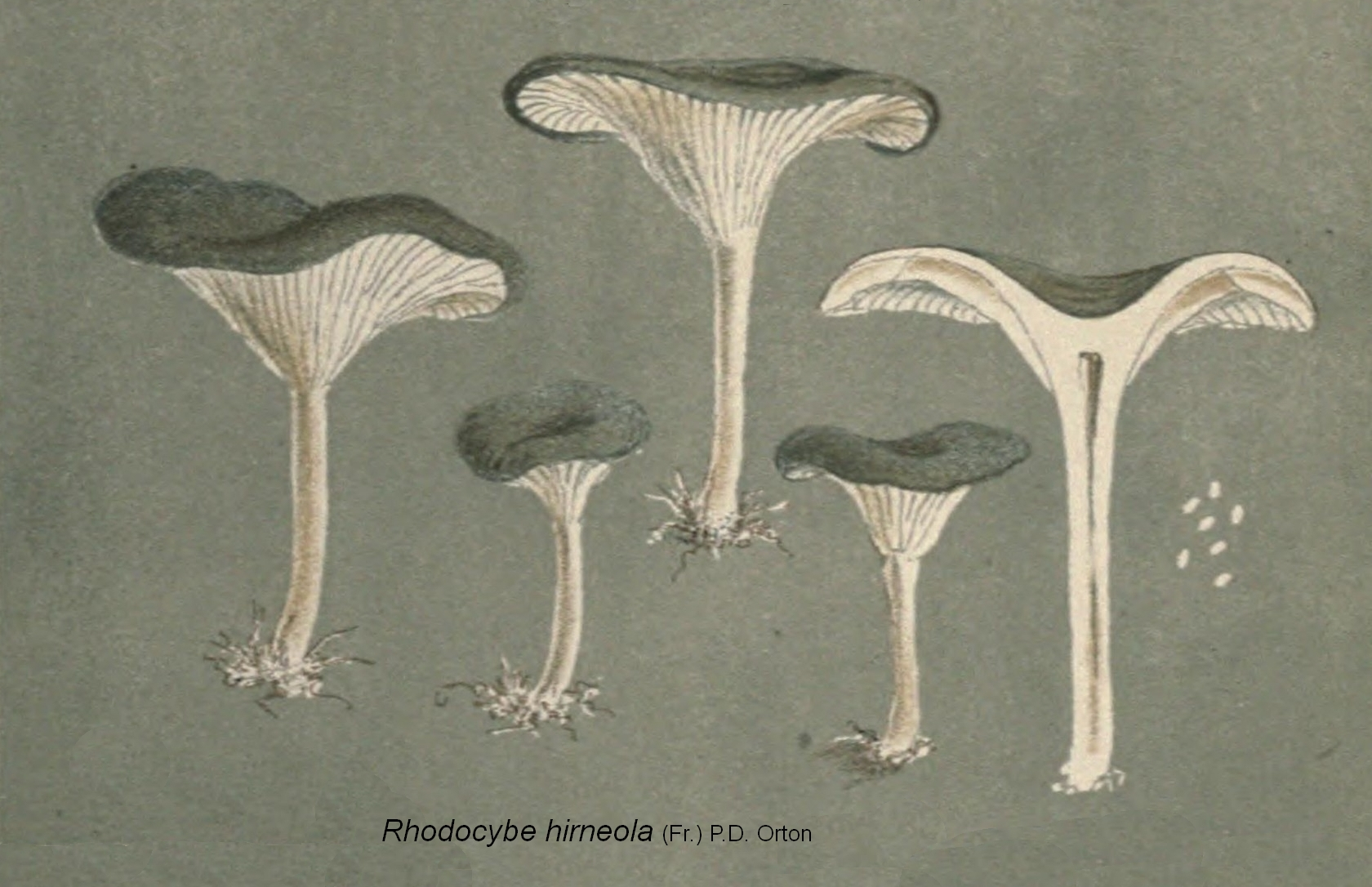

Rumieniak pępówkowaty  (Clitopilopsis hirneola (Fr.) Kühner) – gatunek grzybów z rodziny dzwonkówkowatych (Entolomataceae).

## Systematyka i nazewnictwo
Pozycja w klasyfikacji według Index Fungorum: Clitopilopsis, Entolomataceae, Agaricales, Agaricomycetidae, Agaricomycetes, Agaricomycotina, Basidiomycota, Fungi.
Po raz pierwszy takson ten zdiagnozował w 1818 r. Elias Fries nadając mu nazwę Agaricus hirneolus. Obecną, uznaną przez Index Fungorum nazwę nadał mu w 1946 r. Robert Kühner.
Synonimów ma 22. Niektóre z nich:
- Clitocybe hirneola var. ovispora J.E. Lange 1935
- Clitopilopsis arthrocystis Kühner & Maire 1937
- Clitopilus hirneolus (Fr.) Kühner & Romagn. 1953
- Rhodocybe hirneola (Fr.) P.D. Orton 1960
- Rhodophyllus hirneolus (Fr.) Singer 1942

Nazwę polską zaproponował Władysław Wojewoda w 2003 r. Nazwa ta jest niespójna z aktualną nazwą naukową. 

## Morfologia
Owocnik
Drobny, lejkowaty. Kapelusz o szerokości 7–20 mm, szary, suchy. Blaszki zbiegające, szare. Trzon szary, w górnej części oprószony, w dolnej włóknisty poniżej. Miąższ bez zapachu i bez smaku, lub słabo mączny.
Cechy mikroskopowe
Zarodniki 6,0–9,0 × 4,0–6,0 μm, w zarysie elipsoidalne, słabo kanciaste lub tylko chropowate. Występują septowane cheilocystydy 30–50 × 4–9 μm. Brak sprzążek.

## Występowanie i siedlisko
Występuje głównie w Europie. Jest tu szeroko rozprzestrzeniony, ale rzadki. Poza Europą podano jego występowanie w stanie Kalifornia w USA oraz w Maroku. W literaturze naukowej na terenie Polski do 2003 r. podano kilka stanowisk, ale dawno (lata 1898-1915). Według W. Wojewody w Polsce jest gatunkiem wymarłym. 
Pojawia się głównie na ściółce lub na ziemi w lasach iglastych, ale także na torfowiskach.